# أينسلي كيمب
أينسلي كيمب (من مواليد 18 مارس 1997) هي لاعبة كرة قدم أسترالية لعبت مع نادي ملبورن لكرة القدم في مسابقة AFL للسيدات (AFLW).